# Hansenochrus flavescens
Hansenochrus flavescens är en spindeldjursart som först beskrevs av Hansen 1905.  Hansenochrus flavescens ingår i släktet Hansenochrus och familjen Hubbardiidae. Inga underarter finns listade i Catalogue of Life.